# ジャン＝クロード・ヴァン・ダム
ジャン＝クロード・ヴァン・ダム（Jean-Claude Van Damme [ʒɑ̃.klod vɑn dɑmə], 1960年10月18日 - ）は、格闘家、映画俳優、アクション俳優。本名はジャン＝クロード・カミーユ・フランソワ・ヴァン・ヴァレンバーグ（Jean-Claude Camille François Van Varenberg）。ベルギー・ブリュッセル出身。身長177cm。

## 来歴
ベルギーのブリュッセルで生まれる。ヴェロニカという名前の姉がおり、父親は会計士だった。クラシック音楽、絵画、カーリングに関心を持つ子供だったが、父親の勧めで体と心を鍛えるためにバレエ、ボディビルを習う。また11歳のときから松濤館流空手をはじめ 、18歳で黒帯を得る。

### 格闘家として
1970年代を中心に、空手、キックボクシングの大会に参加。1979年に初めてアメリカ合衆国に赴き、フロリダで行われた世界空手選手権に参加する。その後1980年、ヨーロッパにて開催された大会により全欧プロ空手選手権ミドル級王座を獲得。

### 俳優として
1980年にフランス映画への出演をきっかけとして演技に興味を持ち、プロのバレエ団からの誘いを断って映画スターを志し、香港へ渡るものの、同地ではチャンスに恵まれなかった。1982年に英語も話せないまま、2千ドルを手に役者を目指してロサンゼルスに旅立つ。
1984年、ブルース・リー主演の『ドラゴンへの道』で本格的なアクションスターとなった、チャック・ノリス主演のアクション映画『地獄のヒーロー』に、スタントマンとして参加し（エンドロールのクレジットで確認できる）、ヴァン・ダムはこれをきっかけにノリスに売り込みをかけ、彼のトレーニングパートナー兼、彼の妻が経営するレストランの用心棒、ウェイターとなり、生計を立てることになる。
その後、1987年の『プレデター』の制作の初期にスーツアクターとして参加する。この非常に短い仕事は、彼がアクションスターとしてブレイクするのを思いがけなく助けた。
レストランで働いていたとき、ノリス主演作のプロデューサーとしてヒット作品を連発していたキャノンフィルムズ責任者メナヘム・ゴーランが来店する。体格のいいヴァン・ダムに何か技を見せてくれと頼んだゴーランの鼻先スレスレに、彼が手に持っていたボウルからスープを一滴もこぼさずに美しいフォームの飛び後ろ回し蹴りを即興で披露し、ヴァンダムを公式オーディションに招待するのに十分なほどゴーランを魅了した。更にオーディション中、ヴァンダムは椅子でバランスを取りながらもうひとつの特技である股割りも披露した。また、一緒に来ていた友人が、「彼は『プレデター』でアーノルド・シュワルツェネッガーと共演したばかりだ」と話を盛って発言した。ゴランはオーディション終了後にチェックに出かけ、運良くヴァンダムの名前はまだ『プレデター』のキャストシートから削除されていなかった。ゴランは彼に『ブラッド・スポーツ』（1988）の主役を提供することを決定し、ヴァンダムのブレイク作となった。
『ブラッドスポーツ』で初主演をして以降、同じヨーロッパ出身の肉体派アクション俳優として、アーノルド・シュワルツェネッガーやドルフ・ラングレン等と共に、1980年代後半から1990年代には数多くの作品に出演した。
特に1994年のヒット作である『タイムコップ』を筆頭に、数多くの主演作を持ったが、1997年頃からは低迷が続き、2008年には本人自らを自虐的に演じる映画『その男ヴァン・ダム』なども製作している。2008年12月3日に映画『その男 ヴァン・ダム』の日本公開イベントで来日予定だったが、諸事情により中止された。2008年11月初旬、ペットの子犬の看病のためにプロモーション活動を休止したとする報道がみられたが、関連は不明。
2012年に公開されたシルヴェスター・スタローン主演の『エクスペンダブルズ2』では、久々の大作映画への出演となり、重要な役柄であるエクスペンダブルズの宿敵、犯罪武装集団のリーダー、ジャン・ヴィランを演じてスタローンと対決した。第1作目にも出演オファーされていたが、交渉がまとまらず、2作目での登場となった。なお、同作品には先述のチャック・ノリスもブッカー役で出演している。

2013年にはボルボトラックのThe Epic Splitに出演し開脚を披露した。なお、このボルボのCMがネットミームとなると、チャック・ノリスは即座にそのパロディ版の動画を作成して公開した。

### 受賞
- 第18回ゴールデンラズベリー賞 最低スクリーンカップル賞：『ダブルチーム』（デニス・ロッドマンと共に受賞）

### 私生活
5回の結婚歴がある。3番目の妻グラディス・ポルトギーズとは1987年から1992年に一度結婚、1999年に再婚したが(離婚から再婚までの間に別の女性と4度目の結婚をした)、2015年に離婚。
俳優のクリス・ヴァン・ダム（旧：クリストファー・ヴァン・ヴァレンバーグ）は息子。また、女優のビアンカ・ブリーは娘。
1998年に双極性障害と診断されている。

## 出演作品

### 映画
| 公開年 | 邦題 原題                                                                     | 役名                                  | 備考                                | 日本語吹替 |
| ------ | ----------------------------------------------------------------------------- | ------------------------------------- | ----------------------------------- | --- |
| 1984年 | 地獄のヒーロー Missing in Action                                              | 運転手                                | クレジットなし                      | TBA |
| 1985年 | シンデレラ・ボーイ No Retreat, No Surrender                                   | イヴァン・クラシンスキー              |                                     | 堀之紀 |
| 1987年 | ブラッド・スポーツ Bloodsport                                                 | フランク・デュークス                  | 日本劇場未公開                      | TBA |
| 1988年 | ブラック・イーグル Black Eagle                                                | アンドレイ                            |                                     | TBA |
| 1989年 | サイボーグ Cyborg                                                             | ギブソン・リッケンバッカー            |                                     | 池田秀一（VHS版） 大塚芳忠（テレビ朝日版） |
| 1989年 | キックボクサー Kickboxer                                                      | カート・スローン                      |                                     | 大塚芳忠 |
| 1990年 | ライオンハート Lionheart                                                      | リヨン・ゴルチエ                      | 兼脚本                              | 大塚芳忠（ソフト版） 曽我部和恭（テレビ東京版） |
| 1990年 | ブルージーン・コップ Death warrant                                            | ルイス・バーク                        |                                     | 大塚芳忠（VHS版） 曽我部和恭（日本テレビ版） |
| 1991年 | ダブル・インパクト Double Impact                                              | チャド・ワグナー / アレックス         | 兼脚本                              | 大塚芳忠（チャド・VHS版） 金尾哲夫（アレックス・VHS版） 曽我部和恭（チャド・日本テレビ版） 江原正士（アレックス・日本テレビ版） 山寺宏一（テレビ朝日版） |
| 1992年 | ユニバーサル・ソルジャー Universal Soldier                                    | リュック・デュブロー                  |                                     | 大塚芳忠（ソフト版） 山寺宏一（テレビ朝日版） |
| 1993年 | ハード・ターゲット Hard Target                                                | チャンス・ブードロー                  |                                     | 大塚明夫（ソフト版、フジテレビ版） |
| 1993年 | ボディ・ターゲット Nowhere to Run                                             | サム・ギレン                          |                                     | 大塚芳忠（ソフト版） 山寺宏一（テレビ朝日版） |
| 1993年 | ラスト・アクション・ヒーロー Last Action Hero                                 | ジャン＝クロード・ヴァン・ダム        | カメオ出演                          | 中田和宏（ソフト版） 若本規夫（テレビ朝日版） |
| 1994年 | タイムコップ Timecop                                                          | マックス・ウォーカー                  |                                     | 菅原正志（ソフト版） 山寺宏一（テレビ朝日版） |
| 1994年 | ストリートファイター Street Fighter                                           | ウィリアム・F・ガイル大佐             |                                     | 大塚芳忠（ソフト版） 田中秀幸（テレビ朝日版） |
| 1995年 | サドン・デス Sudden Death                                                     | ダレン・マッコード                    |                                     | 大塚明夫（ソフト版） 山寺宏一（テレビ朝日版） |
| 1996年 | クエスト The Quest                                                            | クリストファー・デュボア              | 兼監督・原案                        | 大塚明夫 |
| 1996年 | マキシマム・リスク Maximum Risk                                               | アラン・モロー / ミハイル・スヴェロフ |                                     | 大塚芳忠（ソフト版） 山寺宏一（テレビ朝日版） |
| 1997年 | ダブルチーム Double Team                                                      | ジャック・クイン                      |                                     | 大塚芳忠（ソフト版） 山寺宏一（テレビ朝日版） |
| 1998年 | ノック・オフ Knock Off                                                        | マーカス・レイ                        |                                     | 大塚明夫（ソフト版） 山寺宏一（テレビ東京版） |
| 1998年 | レジョネア 戦場の狼たち Legionnaire                                           | アラン・ルフェーブル                  | 兼脚本・製作                        | 楠大典（ソフト版） 山寺宏一（テレビ東京版） |
| 1999年 | ユニバーサル・ソルジャー/ザ・リターン Universal Soldier: The Return           | リュック・デュブロー                  |                                     | 大塚芳忠 |
| 1999年 | ヴァン・ダム IN コヨーテ Inferno                                              | エディ・ロマックス                    |                                     | 大塚芳忠（ソフト版） 山寺宏一（テレビ東京版） |
| 2001年 | レプリカント Replicant                                                        | レプリカント / エドワード・ギャロット |                                     | 大塚芳忠（ソフト版） 山寺宏一（テレビ東京版） |
| 2001年 | ファイナル・レジェンド 呪われたソロモン The Order                             | ルーディ・カフメイヤー / チャールズ   | 兼脚本                              | 山野井仁 |
| 2002年 | ディレイルド 暴走超特急 Derailed                                              | ジャック・クリストフ                  |                                     | 大塚芳忠 |
| 2003年 | HELL ヘル In Hell                                                             | カイル・ルブラン                      |                                     | 小山力也 |
| 2004年 | レクイエム Walk of Death                                                      | ベン・アーチャー                      |                                     | 大塚明夫 |
| 2006年 | ジャン＝クロード・ヴァン・ダム ザ・コマンダー Second In Command               | サム・キーナン                        | ビデオ作品                          | 小杉十郎太 |
| 2006年 | ジャン＝クロード・ヴァン・ダム ザ・ディフェンダー The Hard Corps              | フィリップ・ソヴァージュ              | ビデオ作品                          | 小杉十郎太 |
| 2007年 | ディテクティヴ Until Death                                                    | アンソニー・ストウ                    |                                     | 小杉十郎太 |
| 2008年 | ザ・プロテクター The Shepherd: Border Patrol                                  | ジャック・ロビドー                    | ビデオ作品                          | 小杉十郎太 |
| 2008年 | その男ヴァン・ダム JCVD                                                       | ジャン＝クロード・ヴァン・ダム        | 兼製作総指揮                        | 山野井仁 |
| 2009年 | ユニバーサル・ソルジャー:リジェネレーション Universal Soldier:A New Beginning | リュック・デュブロー                  |                                     | 大塚芳忠 |
| 2011年 | カンフー・パンダ2 Kung Fu Panda 2                                             | マスター・ワニ                        | 声の出演                            | 木村雅史 |
| 2011年 | ジャン＝クロード・ヴァン・ダム/アサシン・ゲーム Assassination Games           | ヴィンセント・ブラジル                |                                     | 大塚芳忠 |
| 2012年 | ドラゴン・アイズ Dragon Eyes                                                  | ジャン＝ルイ・ティアーノ              |                                     | 大塚芳忠 |
| 2012年 | エクスペンダブルズ2 The Expendables 2                                         | ジャン・ヴィラン                      |                                     | 山寺宏一 |
| 2012年 | ユニバーサル・ソルジャー 殺戮の黙示録 Universal Soldier: Day of Reckoning     | リュック・デュブロー                  |                                     | 板取政明 |
| 2012年 | ハード・ソルジャー:炎の奪還 6 Bullets                                         | サムソン・ゴール                      | 製作総指揮                          | 大塚芳忠 |
| 2012年 | UFO 侵略 Alien Uprising                                                       | ジョージ                              |                                     | 大塚芳忠 |
| 2013年 | サバイバル・ソルジャー Welcome to the Jungle                                  | ストーム・ロスチャイルド              |                                     | 大塚芳忠 |
| 2013年 | マキシマム・ソルジャー Enemies Closer                                         | ザンダー                              |                                     | 藤原啓治 |
| 2014年 | リベンジ・ガン Swelter                                                        | スティルマン                          |                                     | 大塚芳忠 |
| 2014年 | ― Full Love                                                                   | フレンチー                            | 兼監督 2010年撮影「The Eagle Path」 | N/A |
| 2014年 | JCVD's Make My Movie Challenge                                                |                                       | ショートムービー                    | N/A |
| 2015年 | マキシマム・ブラッド Pound of Flesh                                           | ディーコン・ライル                    |                                     | 山野井仁 |
| 2015年 | ― 煎餅侠                                                                      | 尚格·云顿                             | 中国映画                            | N/A |
| 2016年 | キックボクサー リジェネレーション Kickboxer: Vengeance                        | マスター・デュランド                  | 兼製作総指揮                        | 大塚芳忠 |
| 2016年 | カンフー・パンダ3 Kung Fu Panda 3                                             | マスター・ワニ                        | 声の出演                            | TBA |
| 2017年 | ジャン＝クロード・ヴァン・ダム/ファイナル・ブラッド Kill' Em All              | フィリップ                            | ビデオ作品                          | 大塚芳忠 |
| 2018年 | キックボクサー ザ・リベンジ Kickboxer Retaliation                             | マスター・デュランド                  | 日本劇場未公開                      | （日本語吹替版なし） |
| 2018年 | スティール・サンダー Black Water                                              | スコット・ウィーラー                  |                                     | 野坂尚也 |
| 2018年 | ザ・バウンサー Lukas                                                          | ルカス / 用心棒                       |                                     | 高橋大輔 |
| 2019年 | ネバー・ダイ 決意の弾丸 We Die Young                                          | ダニエル                              |                                     | TBA |
| 2021年 | ザ・ラスト・マーセナリー The Last Mercenary                                   | リシャール・ブルメール / ザ・ミスト   |                                     | 大塚芳忠 |
| 2022年 | ミニオンズ フィーバー Minions 2: The Rise of Gru                              | ジャン・クロード                      | 声の出演                            | 大塚明夫 |
| 2024年 | ダークネスマン Darkness of Man                                                | ラッセル・ハッチ                      | 兼脚本                              | 野坂尚也 |
| 2024年 | ファイナル・ブラッド2 Kill 'Em All 2                                          | フィリップ                            | ビデオ作品 兼製作総指揮             | 大塚芳忠 |
| TBA    | What's My Name?                                                               | 本人                                  | 製作中                              | |
| TBA    | Silent Kill                                                                   |                                       | 製作中                              | |

### テレビシリーズ
| 放映年          | 邦題 原題                                                    | 役名                | 備考                                                      | 吹き替え |
| --------------- | ------------------------------------------------------------ | ------------------- | --------------------------------------------------------- | -------- |
| 1996年          | フレンズ Friends                                             | 本人                | 第2シーズン第13話「プリティ・ウーマン登場」               | 大塚芳忠 |
| 2004年          | ラスベガス Las Vegas                                         | 本人                | 第1シーズン第15話「ジャン＝クロード・ヴァン・ダム死す!?」 | 大塚芳忠 |
| 2016年 - 2017年 | ジャン＝クロード・ヴァン・ジョンソン Jean-Claude Van Johnson | ジョンソン / 本人役 | Amazonプライム・ビデオオリジナル作品                      | 大塚芳忠 |

### テレビCM
- ブラック・ブラック（ロッテ）
- ユニバG（ジー・オーグループ）
- The Epic Split

## 日本語吹き替え
主に担当しているのは、以下の二人である。
大塚芳忠
『サイボーグ』（テレビ朝日版）で初担当。以降は主にソフト版の吹き替えをほぼ全て担当し、専属（フィックス）に近い形の定番声優となっている。
山寺宏一
『ユニバーサル・ソルジャー』（テレビ朝日版）で初担当。以降は主にテレビ放送版の吹き替えをほぼ全て担当し、大塚の次に多く吹き替えている。
『エクスペンダブルズ2』では初めて劇場公開版およびソフト収録版の吹き替えを務めた。
このほかにも、大塚明夫、曽我部和恭、小杉十郎太、山野井仁なども複数回、声を当てている。

## その他
- 容姿やアクションが似ているプロレスラーのロブ・ヴァン・ダムは、リングネームの「ヴァン・ダム」を彼から拝借している。
- 2007年4月、ヴァンダムはサンクトペテルブルクを訪れ、総合格闘技大会「BodogFight」をウラジーミル・プーチン、シルヴィオ・ベルルスコーニらと観戦、エメリヤーエンコ・ヒョードルに映画出演を依頼した。
- 1987年公開で、ジョン・マクティアナン監督作の『プレデター』の製作初期の段階までは、プレデターのスーツアクターを務めていた[18]。当初の予定ではプレデターは「忍者を思わせる素早い動きをする殺人エイリアン」としてデザインされており、細身の体格で格闘技経験が豊富なヴァン・ダムが起用された。そのため、アメリカのテレビ番組に出演した際に、司会者から「シュワルツェネッガーと共演したことがあるのか」と聞かれ、ヴァンダムは「『プレデター』でアーノルド・シュワルツェネッガーと共演したことがある」と語ったこともあるが、実際は製作初期の僅かな間にスーツアクターとして参加していただけで、製作の途中で降板しており、本番の撮影ではプレデター役をケヴィン・ピーター・ホールに譲っている。これは、撮影途中に完成品の見本として届いたモンスターのスーツがスタッフや出演者に不評で、デザインや設定も基本コンセプトから変更されたことに、「シュワルツェネッガーを相手に本格的なキックボクシングの技で戦いたい」と意気込んでいたヴァン・ダムは落胆し、「格闘技の技をアピールしたかったのに、それが許されないならノンクレジットでの出演は意味が無い」として降板を申し出たためである。これについては、『プレデター』のメイキング映像で当時の詳しい事情が触れられている。なお、二人は後の作品では正式に共演しているものの、二人が揃って同じシーンに登場することはほとんどなく、本格的な共演は2023年現在でも実現していない。
- 『プレデター』と同じマクティアナン監督作で、1993年公開の『ラスト・アクション・ヒーロー』では、現実世界における本人役のカメオ出演で、シュワルツェネッガーと初共演している。劇中では、ヴァンダムのインタビュー中にシュワルツェネッガーが後ろ姿で通り過ぎるという、わずかながら二人が同時に写るシーンがあるが、正面からのカットではなかった。
- 2012年公開の『エクスペンダブルズ2』でも共演しており、1秒程だが2人が同時に写るシーンもある。ただしこちらも正面からのカットではない。